# Гостиражни
Гостиражни (мкд. Гостиражни) су насеље у Северној Македонији, у средишњем делу државе. Гостиражни припадају општини Дољнени.

## Географија
Насеље Гостиражни је смештено у средишњем делу Северне Македоније. Од најближег већег града, Прилепа, насеље је удаљено 35 km северозападно.
Рељеф: Гостиражни се налазе у крајње северном делу Пелагоније, највеће висоравни Северне Македоније. Насељски атар је махом равничарски, без већих водотока. Западно од насеља издиже се планина Даутица, док се ка истоку издиже планина Бабуна. Надморска висина насеља је приближно 720 метара.
Клима у насељу је планинска због знатне надморске висине.

## Становништво
По попису становништва из 2002. године, Гостиражни су имали 108 становника.
Некада су једино становништво у насељу били етнички Македонци. Данас је село етнички мешовито и подељено између Албанаца (58%) и Македонаца (42%).
Присутне вероисповести у насељу су ислам и православље.

## Личности
- Пројче Вељанов Најдоски - Сокле (1919—1942), југословенски партизани, дезертирао је из војне службе и ступио у прилепску партизански одред "Димитар Влахов", након расформирања ушао у прилепску јединицу "Ђорче Петров", заједно са још 8 људи погинуо у борби код манастира „Свети Никола“ код Прилепца[1]